# 犬頭犬牙石首魚
犬頭犬牙石首魚為輻鰭魚綱鱸形目鱸亞目石首魚科的其中一種，分布於東太平洋區，從墨西哥至秘魯海域，體長可達60公分，棲息在沿岸及河口，屬肉食性，以魚類、甲殼類等為食，可做為食用魚及遊釣魚。